# Ричард Бърд
Ричард Ивлин Бърд (Бирд, Байрд) (на английски: Richard Evelyn Byrd) е американски военноморски офицер, контраадмирал, авиатор, полярен изследовател. Известен с първото достигане със самолет до Северния и Южен полюс.

## Произход и образование (1888 – 1926)
Роден е на 25 октомври 1888 година в Уинчестър, Вирджиния, САЩ, потомък на старо плантаторско семейство. Завършва Университета във Вирджиния, а през 1912 – Военноморската академия на САЩ.
Бърд е един от пионерите на авиацията в САЩ. Учи се да пилотира в американската военноморска авиационна станция в Пенсакола, Флорида, и служи във флота до края на Първата световна война. По време на войната обучава първите военни пилоти и разработва начини и способи за въздушна навигация над океанските простори. Опитът му в тази област довежда до назначаването му за командир на първия трансатлантически полет през 1919, който завършва с успех.

## Полярни изследвания (1926 – 1947)

### Първи полет над Северния полюс (1926)
На 9 май 1926 г., Бърд като първи пилот и Флойд Бенет като втори пилот, първи достигат по въздух до Северния полюс, като излитат от Шпицберген (Свалбард) и след няколко часа се връщат обратно. Този полет донася на Бърд широко признание, включително награждаването му с медал на честта и му позволява да осигури финансиране за първата му експедиция към Антарктида. Същият подвиг, но няколко дни по-късно, този път с дирижабъл извършва Руал Амундсен, който преминава над полюса по маршрута Шпицберген – Аляска.
През 1927, отново с Флойд Бенет, Бърд печели награда за извършване на първия полет от Ню Йорк до Франция.

### Първа антарктическа експедиция (1928 – 1930)
През 1928 Бърд започва първата си експедиция до Антарктика, включваща два кораба и три самолета. Организира лагер „Малката Америка“, който е построен върху шелфовия ледник Рос, от който различни отряди с кучешки впрягове и моторни шейни предприемат изследвания в различни направления. По време на тези маршрутни изследвания са открити ледникът Торна (86°20′ ю. ш. 153°00′ з. д. / 86.333333° ю. ш. 153° з. д.), платото Рокфелер (77°50′ ю. ш. 156°00′ з. д. / 77.833333° ю. ш. 156° з. д.), Бряг Скот (77°00′ ю. ш. 160°00′ з. д. / 77° ю. ш. 160° з. д.) и Земя Мери Бърд (80°00′ ю. ш. 143°00′ з. д. / 80° ю. ш. 143° з. д.). На 28 ноември 1929 пръв със самолет достига Южния полюс, като по време на полета открива планините Гросвенор (85º 40` ю.ш.) и Хейс. По време на втория си полет към полюса, на 5 декември открива шелфовия ледник Салзбергер и залива Салзбергер, а на 200 км източно планината Едсел Форд (77°30′ ю. ш. 142°50′ з. д. / 77.5° ю. ш. 142.833333° з. д.) с големи ледници и още един залив – Блок, набит с лед.
За образцово проведената експедиция и множеството извършени открития и изследвания Бърд е удостоен със златен медал на Американското географско дружество.

### Втора антарктическа експедиция (1933 – 1935)
След полетите на Джордж Хуберт Уилкинс възниква предположение, че не само Антарктическият полуостров, но и целият сектор на Антарктида, обърнат към Тихия океан, не представлява единен масив суша, а е архипелаг. За изследването на тази част от континента извънредно много допринася втората американска експедиция на Бърд (1933 – 1935), имаща на свое разположение два кораба и няколко самолета.
База на новата експедиция отново става „Малката Америка“, разширена и оборудвана с усъвършенствани технически средства. Още по пътя към нея, през декември 1933, достигайки до Южната полярна окръжност, корабът, на който плава Бърд, завива на изток за изследване на крайбрежието на земя Мери Бърд. Резултат от това плаване, преминало основно в мъгли, сред ледове и завършило в средата на януари 1934, е откриването между 147° и 135° з.д. т.нар. „Гробището на дявола“, получило репутацията на най-големия в света „производител“ на айсберги (само за едно денонощие моряците преброяват около 8 хил. айсберга, като един от тях достига колосални размери с дължина 41 км). По време на второто, февруарско, значително по-кратко плаване на изток, Бърд доказва, че в сектора 160°-148° з.д. брегът на континента не достига до паралела 75° ю.ш., няма и архипелаг, простиращ се, както се е предполагало по-рано, далече на север.
В края на март 1934 за провеждане на рискован експеримент (самотно зимуване) Бърд излита със самолет на юг и почти на 200 км от „Малката Америка“ организира метеорологичен пост „Адванс“. Там Бърд прекарва пет зимни месеца (май – септември 1934) в пълна изолация. Известно време дежурството преминава нормално и той редовно поддържа връзка по радиото с другарите си. Към края на зимата поради неизправност във вентилационната тръба той се отравя с въглероден двуокис и едва избягва смъртта. В началото на август, след като няколко дни подред Бърд не отговаря на повикванията по радиото, при него пристига спасителна група от трима души. Те намират Бърд силно изтощен, отслабнал и измъчен, който приветливо ги кани на обяд. Четиримата прекарват в метеорологичната станция още два месеца и когато Бърд достатъчно укрепва, се завръщат в базата.
През лятото (октомври 1934 – март 1935), в резултат на нови полети над Антарктида, открива планината Хорлик (86°00′ ю. ш. 120°00′ з. д. / 86° ю. ш. 120° з. д.), хребета Хал Флад (100 км). Бърд изяснява, че планините Едсел Форд се простират не в меридионално направление, както се е предполагала преди това, а по паралела. Със самолет и частично с кучешки впрягове членовете на експедицията изследват залива Салзбергер, а Бърд проследява участък от крайбрежието на изток от залива Пол Блок, който нарича Бряг Рупърт (76°00′ ю. ш. 143°20′ з. д. / 76° ю. ш. 143.333333° з. д., дължина около 200 км).
Извършвайки редица разузнавателни полети над Антарктида на изток и югоизток то „Малката Америка“, Бърд и неговите летци изследват приблизително около 500 хил. км2 неизследвана по-рано територия. Те стигат до извода, че между море Рос и море Уедъл не може да има морски проток и следователно Антарктида представлява единен континент, въпреки че за такова категорично твърдение тогава още нямат достатъчно основание. В началото на февруари 1935 експедицията завършва своята дейност и без загуби се завръща в родината.
В края на 1938, Бърд посещава Хамбург и е поканен да участва в немската „Neuschwabenland“ антарктическа експедиция през 1938 – 1939, но отказва.

### Трета антарктическа експедиция (1939 – 1941)
В периода 1939 – 1941 в Антарктида работи третата американска експедиция на Бърд, разделена на два отряда: западният (33 души, началник Пол Сайпъл) отново избира за база „Малката Америка“, а за източния предстои да се избере място на 3 хил. км на изток. През втората половина на януари 1940, на кораба „Мечката от Окланд“, Бърд се отправя на изток и в търсене на място за източната база достига до 146° з.д. Със самолет са извършени разузнавателни полети, като е открит високият бряг Хобс (26 януари, 76º ю.ш., 127 – 140ºз.д.) и остров Крузен, наречен на името на капитана на кораба Ричард Крузен.
В началото на февруари 1940 „Мечката от Окланд“ отново се отправя в плаване на изток. Едва на 24, 25 и 27 февруари, след като се оправя времето, са извършени три полета, които донасят нови открития. При добра видимост Бърд проследява и картира още 400 км от бреговата линия на континента, на юг открива късия хребет Колер (24 февруари), а далеч на изток пред него се разкрива покрития с лед залив Пайн Айлънд, широк 70 км и осеян с островчета. На следващия ден, 25 февруари, Джордж Дюфек в нов полет извършва топографско заснемане на още 200 км от неизвестния преди това бряг на Антарктида. На 27 февруари Бърд открива и картира бряг Уолгрин (73°00′ ю. ш. 115°00′ з. д. / 73° ю. ш. 115° з. д.) с групата ниски планини Хъдсън, Бряг Ейтс с шелфовия ледник Еймс, планините Джонс и Уолкър, остров Търстън, ледниците Пабликейшън, Командан Шарко, Конгер, Полард Рекорд, Полард Тайс, Полард Форшунг и Полард Орбукен. След това корабът продължава плаването на изток, където американците се надяват да достигнат до остров Шарко, където възнамеряват да построят източната база.
Опитите да се достигне до остров Шарко не се увенчават с успех поради тежките ледове, които преграждат пътя на двата кораба, затова източната база е построена на остров Стонингтън в залива Маргьорит, където остават на зимуване 26 души начело с Ричард Блейк. По пътя към базата, Бърд със самолет изследва южното крайбрежие на остров земя Александър I и там открива силно изрязания п-ов Бетовен. След построяването на базата двата кораба отплават на север. Бърд не остава да зимува, тъй като получава инструкции от президента на САЩ веднага да се върне във Вашингтон след построяването на базите.
До началото на зимата западният отряд провежда аерофотозаснемане на части от Земя Мери Бърд и района покрай планинската верига Куин Мод, от ледника Бирдмор на запад до гигантския ледник Шакълтън на изток. В този район е открит и ледникът Уейд (84°40′ ю. ш. 175°00′ з. д. / 84.666667° ю. ш. 175° з. д.).
През лятото (декември 1940 – март 1941) източният отряд провежда няколко полета над Антарктическия полуостров. На 22 декември 1940 Артър Карол, независимо от Фин Роне, открива залива Едит Роне (72°40′ ю. ш. 75°00′ з. д. / 72.666667° ю. ш. 75° з. д.) и части от Бряг Брайан (76°-86° з.д.) и Бряг Инглиш (72°-76° з.д.) със залива Карол (73° ю. ш. 78° з. д. / 73° ю. ш. 78° з. д.) и нос Смайли (72°28′ ю. ш. 78°06′ з. д. / 72.466667° ю. ш. 78.1° з. д.). На 30 декември, в нов полет Ричард Блек и Артър Карол откриват около 300 км от скалистото източно крайбрежие на Антарктическия полуостров между 70° и 73° ю.ш. – бряг Блек (72°00′ ю. ш. 62°00′ з. д. / 72° ю. ш. 62° з. д.). На този участък те виждат ледници, спускащи се в широки заливи, убеждават се, че брегът продължава в същото южно направление, и окончателно опровергават мнението на Джордж Хуберт Уилкинс за съществуването на проток близо до 69° ю.ш., съединяващ море Уедъл с море Белингсхаузен. Други участници в походи с кучешки впрягове изследват западното крайбрежие на полуострова и откриват островите Долеман (70°40′ ю. ш. 60°45′ з. д. / 70.666667° ю. ш. 60.75° з. д.), Стийл (71°00′ ю. ш. 60°40′ з. д. / 71° ю. ш. 60.666667° з. д.) и Уилкинс (69°30′ ю. ш. 62°00′ з. д. / 69.5° ю. ш. 62° з. д.), планината Уилкинс (69°30′ ю. ш. 62°00′ з. д. / 69.5° ю. ш. 62° з. д.) и др.
В края на март 1941 експедицията завършва своята дейност, като са открити и картирани около 1300 км от бреговата линия на континента. Открит обаче остава въпросът, какво представлява пониженият район между околополюсното плато и възвишенията по тихоокеанското крайбрежие – падина или проток.
По време на Втората световна война (1941 – 1945), вече като старши офицер, Бърд е консултант във военноморския флот на САЩ и участва в разработването на военноморски операции. По същото време оглавява важни мисии до Тихия океан, изследва отдалечени острови с цел построяване на летища, посещава Западния фронт и с цялата си дейност допринася за победата във войната. За проявени заслуги присъства и при подписването на японската капитулация.

### Четвърта антарктическа експедиция (1946 – 1947)
Четвърта антарктическа експедицията на Бърд, т.нар. операция „Хайджъмп“ (Highjump), е най-голямата антарктически експедиция дотогава. Предвидено е експедицията да продължи от шест до осем месеца. В нея участват самолетоносач, тринадесет товарни кораба, шест хеликоптера, шест плаващи лодки, два хидроплана и петнадесет самолета. Общият брой на персонала е над 4700 души, в т.ч. научни работници, инженери, военни специалисти. Главният отряд под ръководството на Бърд, както и преди се базира в „Малката Америка“. Втори отряд е изпратен на запад, а трети – на изток от основната база. Бърд извършва полет до Южния полюс, летейки по нулевия меридиан, но открива само бяла пустош.
Летците от западния отряд извършват аерофотозаснемане на бреговата полоса в сектора от 165° до 65° и.д., на базата на което впоследствие е изработена карта на този район. По време на полетите са открити платото Американ Хайлънд (73 – 81º и.д.), на земя Виктория устието на ледника Реник (160 – 161º и.д.) и северната част на меридионалния хребет Юсарп (Арктик Инститют). На крайбрежието на земя Уилкс – ледникът Дибъл (134º 36` и.д.) и заливът Пери (132º и.д.), между 123 и 116º и.д. – заливите Полдинг, Хенри и Винсенс (вторично), а също и ледниците Долтън и Тотен (вторично). На юг от земя Макробъртсън между 67 и 70º и.д. участниците в експедицията откриват планината Принц Чарлз и ледника Ламберт.
На 11 февруари 1947 пилотът Дейвид Бангер вижда на 200 км от крайбрежието близо до 101° и.д. свободна от сняг и лед територия, в която има три сравнително големи езера и около 20 малки със зелена и синя незамръзнала вода. Този „оазис“ с площ около 1000 км2 е кръстен на негово име.
Източният отряд, ръководен от Джордж Дюфек, извършва редица изследователски полети в сектора 130°-70° з.д. През декември 1946 летците картират залива Пайн Айлънд (100º з.д.), покритите с лед полуострови Кинг и Канистио, неголям шелфов ледник и залив между тях и уточняват очертанията на източната част на брега Уолгрин. През януари 1947 на 108º 30` з.д. е открит значителен ледников език, а също покритите с лед остров Бер и п-ов Мартин (111º и 114º з.д.). Като цяло източният отряд поправя картата на крайбрежието на море Амундсен.
Главният резултат от дейността на четвъртата антарктическа експедиция на Бърд е детайлното картиране на бреговите линии на западна и източна Антарктида на протежение 1000 и 2700 км съответно. Извършени са 64 полета, които извършват аерофотозаснемане на около 18 хил. км от крайбрежието на континента, което представлява около 60% от дължината на бреговата линия на Антарктида. В крайна сметка очертанията на „ледения“ континент придобиват тази форма, която се изобразява и на съвременните карти.

## Последни години (1947 – 1957)
През 1955 – 1956 се провежда първата Международна геофизическа година, която включва участието на няколко държави в откриването и усвояването на Антарктика. Бърд е произведен в чин адмирал и е назначен за почетен командир на американските антарктически изследвания.
На 11 март 1957 адмирал Ричард Бърд почива в дома си в Бостън на 68-годишна възраст. Погребан е в Националното гробище в Арлингтън.

## Памет
Неговото име носят:
- връх Бърд (73°47′ ю. ш. 65°00′ и. д. / 73.783333° ю. ш. 65° и. д.) на Земя Макробъртсън в Антарктида;
- връх Бърд (77°17′ ю. ш. 167°40′ и. д. / 77.283333° ю. ш. 167.666667° и. д.) в северната част на остров Рос, край бреговете на Антарктида;
- залив Бърд на Берингово море, в западната част на Аляска;
- залив Бърд (69°45′ ю. ш. 1°15′ з. д. / 69.75° ю. ш. 1.25° з. д.) на море Лазарев, на брега на Антарктида;
- кораб „Бърд“ от военноморския флот на САЩ;
- американски товарен кораб „Бърд“;
- кратер Бърд на Луната;
- ледник Бърд (72°00′ ю. ш. 26°30′ и. д. / 72° ю. ш. 26.5° и. д.) на Земя кралица Мод в Антарктида;
- ледник Бърд (80° – 81° 40` ю.ш., 153° 40 – 161° 20` и.д.) на Бряг Шакълтън в Антарктида;
- нос Бърд (77°10′ ю. ш. 16°40′ и. д. / 77.166667° ю. ш. 16.666667° и. д.), най-северната точка на остров Рос, край бреговете на Антарктида;
- нос Бърд (69°33′ ю. ш. 76°02′ з. д. / 69.55° ю. ш. 76.033333° з. д.), най-западната точка на остров Шарко, край бреговете на Антарктида;
- планина Бърд в Северозападна Аляска, част от планинската верика Брукс;
- полуостров Бърд (68°54′ с. ш. 76°05′ з. д. / 68.9° с. ш. 76.083333° з. д.) в западната част на остров Бафинова земя в Канадския Арктичен архипелаг;
- американска полярна станция Бърд (80°01′ ю. ш. 119°32′ з. д. / 80.016667° ю. ш. 119.533333° з. д.) в Антарктида;
- фирново поле Бърд (80° 30` – 81° 45` ю.ш., 151° – 155° и.д.) на Бряг Шакълтън в Антарктида;
- планински хребет Бърд (66°45′ ю. ш. 55°05′ и. д. / 66.75° ю. ш. 55.083333° и. д.) на Земя Ендърби в Антарктида.

## Съчинения
- Little America: Aerial Exploration in the Antarctic The Flight to the South Pole (1930).
- Discovery: The Story of the Second Byrd Antarctic Expedition (1935).
- All-out assaulton Antarctica, Nat. Geogr. Mag., 1956.